# Vialikaje Kamaryna
Ozero Bolsjoje Komarino (ryska: Озеро Большое Комарино) är en sjö i Belarus.   Den ligger i voblasten Homels voblast, i den centrala delen av landet, 190 km sydost om huvudstaden Minsk. Ozero Bolsjoje Komarino ligger 125 meter över havet. Arean är 0,27 kvadratkilometer. Den sträcker sig 0,7 kilometer i nord-sydlig riktning, och 1,1 kilometer i öst-västlig riktning.
I omgivningarna runt Ozero Bolsjoje Komarino växer i huvudsak blandskog. Runt Ozero Bolsjoje Komarino är det ganska glesbefolkat, med 32 invånare per kvadratkilometer.